# Засс, Корнилий Александрович
Корнилий Александрович Засс (нем. Cornelius Christopher Johann Freiherr von Saß; 1759—1822) — русский военный инженер.

## Биография
Родился 11 (22) февраля 1759 года; происходил из дворян Лифляндской губернии.
Образование получил во 2-м кадетском корпусе, из которого выпущен прапорщиком 28 июня 1776 года в инженерные войска. 7 июля 1781 года Засс был произведён в подпоручики, и далее получил чины поручика (20 декабря 1783 года), капитана (20 февраля 1795 года), майора (11 января 1797 года); 31 октября 1797 года Засс был отставлен от службы.
11 января 1803 года был вновь определён на военную службу в Инженерный корпус подполковником, с назначением в Инженерную экспедицию. В полковники произведён 7 августа 1805 года; 26 ноября 1809 года за беспорочную выслугу 25 лет в офицерских чинах был награждён орденом Св. Георгия 4-й степени (№ 2093 по кавалерскому списку Григоровича—Степанова).
В 1806 году Корнилий Александрович Засс был назначен начальником Санкт-Петербургской инженерной команды. Во время Отечественной войны 1812 года Засс руководил работами по укреплению крепости Нарвы, а в 1813 и 1814 годах находился в действующей армии и участвовал в походах в Пруссии и Франции.
28 февраля 1815 года Засс был назначен исправляющим должность вице-директора Инженерного департамента. В 1816 году произведён в генерал-майоры. За 35 лет службы был награждён орденом Святого Владимира 4-й степени.
Скончался в Санкт-Петербурге 31 мая (12 июня) 1822 года, похоронен на Волковом лютеранском кладбище, из списков исключён 19 июня.
Его сын Корнилий Корнилиевич (1793—1857) стал генерал-адъютантом.